# Iskatelei
Iskatelei (en rus: Искателей) és una població (assentament urbà des de 1982) de l'ókrug autònom dels Nenets al nord de Rússia. Es troba a la riba dreta del riu Pechora, a del centre de la ciutat de Naryan-Mar.

## Geografia
Iskatelei limita al nord amb la ciutat de Narian-Mar, que és la capital de l'okrug. Es troba a la riba dreta del riu Petxora. Arkhànguelsk es troba a 665 km al sud-oest. La ciutat més propera és Ussinsk a la República Komi a 270 km al sud.

## Història
L'assentament es va desenvolupar al voltant del punt d'exploració geològica fundat l'any 1968. El nom "Iskateley", que significa "Exploradors", es va donar a l'assentament l'any 1974, i el 1986 se li va concedir l'estatus d'assentament de tipus urbà (assentament laboral). Fins al 2005 Iskateley estava subordinada administrativament a la ciutat de Naryan-Mar. El 2008 es va convertir en el centre administratiu del districte de Zapolyarny.

## Ecomomia
Diverses empreses que s'ocupen de l'exploració de petroli tenen la seu a l'assentament. Les indústries del petroli cru i el gas són la principal activitat econòmica de la ciutat. No hi ha comunicació per carretera amb la resta de Rússia, però hi ha plans de fer una carretera entre Narian-Mar i Ussinsk.
Els principals transports es fan amb els aeroports de Narian Mar i Àmderma El transport fluvial també és important però només es pot fer entre la primavera i la tardor, ja que el riu Petxora restà glaçat gran part de l'any.